# Il ritorno nella casa sulla collina
Il ritorno nella casa sulla collina (Return to House on Haunted Hill) è un film horror del 2007, diretto da Víctor García. Seguito di Il mistero della casa sulla collina, la trama ruota attorno ad un gruppo di persone alla ricerca di un misterioso idolo nascosto all'interno di un ospedale psichiatrico abbandonato e infestato da forze sovrannaturali, nel quale settant'anni prima il dottor Vannacutt aveva condotto orribili esperimenti sui pazienti.

## Trama
Ariel Wolfe è la sorella di Sara Wolfe, una sopravvissuta a un compleanno otto anni fa al Vannacutt Psychiatric Institute for the Criminally Insane, che a quel tempo era stato prima abbandonato e poi convertito in una residenza privata, ma da allora è stato abbandonato. Negli anni '30, il manicomio era supervisionato dallo psichiatra sadico Richard B. Vannacutt. Sara ha affermato che i fantasmi dei residenti della casa hanno ucciso gli ospiti della festa e in seguito si suicida.
Ariel e il suo amico Paul vengono rapiti da un mercante d'arte, Desmond Niles. Ariel si rende conto che Sara non si è suicidata: Desmond l'ha uccisa. Desmond costringe Ariel ad aiutarlo a trovare l'idolo di Baphomet, un antico artefatto esoterico situato all'interno del vecchio Vannacutt Psychiatric Institute. All'interno dell'edificio, incontrano il dottor Richard Hammer e i suoi assistenti Kyle e Michelle.
Ariel spiega che l'edificio è stato truccato per tenere tutti dentro per almeno 12 ore. Il gruppo si divide per cercare l'idolo. Gli scagnozzi di Desmond vengono uccisi dai fantasmi detenuti, avendo visioni dei pazienti che subiscono la loro stessa morte. Un fantasma mostra ad Ariel la depravazione subita dai detenuti sotto il dottor Vannacutt. Queste immagini rivelano che Vannacutt aveva trovato l'idolo di Baphomet, che lo fece impazzire e ha eseguito esperimenti sui malati di mente. I detenuti guidarono una rivolta contro Vannacutt, durante la quale il sanatorio andò a fuoco. Si presumeva che le morti nel film precedente fossero causate dai fantasmi,ma ora viene mostrato ad Ariel che i morti sono effettivamente costretti dall'idolo a eseguire gli ordini di Vannacutt e non hanno ucciso volontariamente.
Nonostante le 12 ore siano trascorse, il meccanismo di chiusura principale inizia a chiudere di nuovo la casa. Ariel scappa ma scopre che Paul è entrato in casa per cercarla e torna dentro. Convinto che Michelle voglia l'idolo per sé, Desmond tenta di ucciderla. Michelle, tuttavia, viene uccisa da Vannacutt. Il resto del gruppo scopre una via d'uscita dal manicomio ma è bloccato da sbarre di ferro. Il fantasma di un detenuto mostra ad Ariel che l'idolo si trova nel crematorio seminterrato del manicomio .
Ariel, Paul e il dottor Hammer scendono al crematorio e scoprono il "cuore della casa", composto da carne viva. Ariel cerca di distruggere l'idolo ma è indistruttibile. Quindi ragiona che se viene scaricato nella fogna e lascia l'edificio, gli spiriti verranno liberati. La squadra cade in un'imboscata da Desmond, che vuole l'idolo. I fantasmi catturano Desmond e lo bruciano vivo dopo che ha avuto una visione di un paziente che muore di una morte simile. Il dottor Hammer è sopraffatto dal potere dell'idolo e cerca di strangolare Ariel. Appaiono il fantasma di Vannacutt e dei detenuti, Vannacutt sperando che uno di loro muoia durante il combattimento. Hammer recupera i sensi, ma il dottor Vannacutt lo uccide. Ariel getta l'idolo nella fogna. Gli spiriti svaniscono e diversi attaccano il dottor Vannacutt, facendolo a pezzi. L'edificio viene aperto e Ariel e Paul se ne vanno.
In una scena post-crediti , un uomo e una donna stanno per fare sesso su una spiaggia. La donna sente qualcosa sotto la sabbia e scavando trovano l'idolo di Baphomet.